# Caenohomalopoda longiscapus
Caenohomalopoda longiscapus is een vliesvleugelig insect uit de familie Encyrtidae. De wetenschappelijke naam is voor het eerst geldig gepubliceerd in 2008 door Gupta & Poorani.